# Nationalkomitee Freies Deutschland
Cet article concerne l'organisation antinazi. Pour l'unité de Werwolf, voir Freies Deutschland.
Le Comité national pour une Allemagne libre (allemand : Nationalkomitee Freies Deutschland, ou NKFD) était une organisation d’Allemands antinazis active en Union soviétique durant la Seconde Guerre mondiale,. Les anciens membres du comité joueront un rôle important dans l'édification d'un régime communiste au sein de la zone d'occupation soviétique en Allemagne qui conduira à la création de la République démocratique allemande.
Ce comité en Union soviétique connaît des équivalents dans les autres pays occupés, dont le Comité Allemagne libre pour l’Ouest en France.

## Création

### Le NKFD

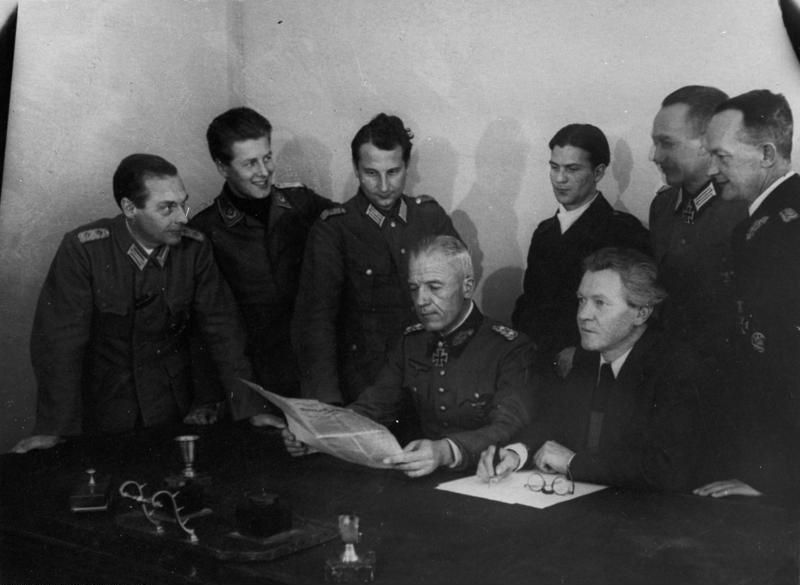
membres du NKFD en 1943, à partir de la gauche : col. van Hooven, Lt. von Einsiedel, major Hetz, général von Seydlitz, soldat Zippel, Erich Weinert, col. Steidle, Gén. Lattmann

L’arrivée au pouvoir des nazis en 1933 conduit à l’interdiction du Parti communiste d'Allemagne (KPD) et à la persécution de ses membres dont certains se réfugient en Union Soviétique. Lors de l’invasion de celle-ci par le Troisième Reich (opération Barberousse), de nombreux soldats allemands sont faits prisonniers par les Soviétiques. Plusieurs tentatives de créer une organisation antinazie parmi les prisonniers de guerre n’ont que peu de succès, la majorité d’entre eux croyant à une victoire future de la Wehrmacht.
Avec la défaite allemande à Stalingrad en février 1943, le nombre de prisonniers augmente et leur confiance en la victoire est ébranlée ; nombre d’entre eux sont donc plus ouverts à l’idée d’adhérer à une organisation antinazie.
Le « Comité national pour une Allemagne libre » (NKFD) est donc fondé le 12 juillet 1943 à Krasnogorsk, à proximité de Moscou, dans le camp modèle no 27 ; il est présidé par Erich Weinert, écrivain communiste exilé, ancien combattant durant la Guerre civile espagnole, auteur du Chant des Brigades internationales.
Weinert avait comme adjoints le lieutenant Heinrich von Einsiedel et le major Karl Hetz.
Sa direction comprend trente-huit membres dont vingt-sept prisonniers de la Wehrmacht (seize soldats et sous-officiers, ainsi que onze officiers – dont trois officiers supérieurs) et onze communistes réfugiés en URSS, dont les plus influents sont Wilhelm Pieck et Walter Ulbricht, futurs dirigeants de la RDA.

### La ligue des officiers allemands

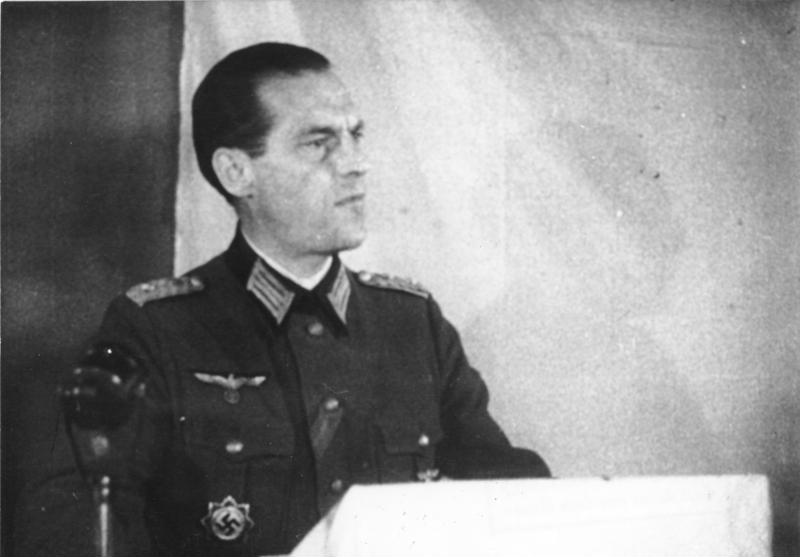
Colonel Hans-Günter van Hooven lors la création de la BDO

Après que plusieurs tentatives pour faire adhérer des officiers au NKFD eurent échoué, le lieutenant-colonel Alfred Brette suggère de créer une organisation réservée aux officiers, leur évitant de se mêler aux communistes et aux hommes du rang. Deux mois après la création du NKFD, la « Ligue des officiers allemands » (allemand : Bund Deutscher Offiziere, ou BDO) est créée sous la direction du général Walther von Seydlitz-Kurzbach. Sa tâche principale est de mener des opérations de propagande visant les forces armées du troisième Reich. De nombreux officiers de haut grade rejoignent l’organisation, dont le plus éminent est le maréchal Paulus, commandant de la sixième armée défaite à Stalingrad.

## Idéologie
Même si le NKFD est basé en Union soviétique et que des communistes en sont membres, il utilise des symboles et une idéologie conservatrices ; il prend comme couleurs celles de l’ancien Empire allemand (noir-blanc-rouge), plus populaires au sein de la troupe et des officiers, plutôt que celles de la République de Weimar (noir-rouge-jaune).
L’objectif du NKFD est de revenir aux frontières de 1937, d’entamer des négociations de paix et de démettre et poursuivre les dirigeants nazis ; il appelle également à préserver le rôle de l’armée. Pour le NKFD, l’intérêt des soldats et civils allemands doit prendre le pas sur celui des dirigeants nazis. Avec la poursuite du conflit et l’absence de perspective de renversement de Adolf Hitler, l’idéologie du comité se radicalise et finit par s’aligner sur celle du Parti communiste d'Allemagne.

## Activités
Le NKFD et la BDO se concentrent sur la propagande. Ils disposent de leur propre périodique et d’une station de radio ; ils distribuent des tracts aux soldats allemands sur le front de l’Est et aux prisonniers de guerre. Cette guerre psychologique fait notamment l’objet d’une réunion entre le major Lev Kopelev de l’Armée rouge et des membres du NKFD à Grudziądz (Pologne) en mars 1945. Le général von Seydlitz-Kurzbach y propose de constituer une armée antinazie formé de membres du NKFD et BDO, proposition refusée par les soviétiques.
Certains membres du NKFD sont rattachés aux unités de première ligne de l’Armée rouge pour interroger les prisonniers et diffuser de la propagande ; d’autres combattent derrière la ligne de front aux côtés des partisans.
Dans la dernière phase de la guerre, les « troupes de Seydlitz » sont envoyées, en uniforme allemand, vers les lignes de front afin de se mêler aux défenseurs et de semer la confusion. Certains d’entre eux rejoignent leurs anciens compagnons d’arme, d’autres suivent les ordres ; un grand nombre sont capturés et exécutés.[réf. nécessaire]

## Après-guerre
Après la défaite du régime nazi, la plupart des membres du NKFD rejoignent la zone d'occupation soviétique et jouent un rôle clé dans la fondation de la RDA.

Certains membres de la BDO ont une action importante dans la création de la Nationale Volksarmee, la nouvelle armée de la RDA, tandis que d’autres, comme Seydlitz, sont à nouveau prisonniers de guerre.

Cependant, les deux organisations seront dissoutes le 2 novembre 1945.

## Publications
Freies Deutschland, hebdomadaire du NKFD, de 1943 à 1945.

## Membres connus
- Anton Ackermann
- Wilhelm Adam
- Johannes R. Becher
- Willi Bredel
- Peter Gingold
- Heinrich Gerlach
- Heinrich Graf von Einsiedel
- Alfred Kurella
- Arno von Lenski
- Wolfgang Leonhard
- Vincenz Müller
- Friedrich Paulus
- Wilhelm Pieck
- Theodor Plievier
- Walther von Seydlitz-Kurzbach
- Walter Ulbricht
- Gustav von Wangenheim
- Erich Weinert
- Otto Winzer
- Friedrich Wolf
- Markus Wolf